# Ozuna

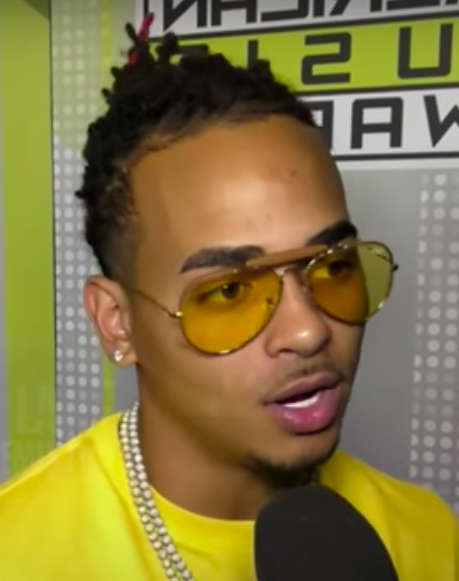
Ozuna (2017)

Juan Carlos Ozuna Rosado, bekannt unter seinem Künstlernamen Ozuna (* 13. März 1992 in San Juan) ist ein puerto-ricanischer Reggaeton-Sänger. Mit seinen Songs schaffte er es vielfach in die Charts und wurde zu einem der bekanntesten Musiker in der lateinamerikanischen Popmusik. Ozuna hat mit seinen Songs mehrere Milliarden Aufrufe auf YouTube erreicht, was an die Anfänge anderer erfolgreicher Urban-Künstler wie Farruko und Maluma erinnert und befindet sich auf Platz 19 der meistgestreamten Künstler auf Spotify. Er schaffte es 2019 in die Liste der 100 einflussreichsten Menschen der Welt des Time-Magazine und steht seit 2018 im Guinness-Buch der Rekorde.

## Leben und Karriere

### Frühe Jahre
Ozuna kam in San Juan als Sohn einer Puerto-Ricanerin und eines Dominikaners zur Welt. Er wuchs in eher ärmlichen Verhältnissen auf und wurde hauptsächlich von seiner Großmutter väterlicherseits erzogen. Sein Vater, der drei Jahre lang als Tänzer für den New Yorker Reggaeton-Künstler Vico C arbeitete, verstarb, als Ozuna drei Jahre alt war. Seine Mutter hatte sehr wenig Geld und konnte ihn dementsprechend nicht richtig großziehen. 2010 zog er nach New York City, wo er drei Jahre lebte. Schon früh hatte er eine Leidenschaft für die lateinamerikanische Musik entwickelt und begann im Alter von zwölf Jahren Lieder zu komponieren.

### Musikalische Anfänge
Er debütierte 2012 als Sänger mit dem Song Imaginando. Früher arbeitete er unter dem Künstlernamen J Oz und arbeitete mit dem puerto-ricanischen Produzentenduo Musicólogo & Menes zusammen, bevor er bekannt wurde.
2014 unterschrieb er einen Plattenvertrag bei Golden Family Records und begann seine Songs auf YouTube zu veröffentlichen. Im selben Jahr erwarb er sich eine bis heute anhaltenden Popularität mit dem Song Si No Te Quiere, den er zusammen mit dem Rapper D.OZi aufnahm. Dieses Lied war erfolgreich im Radio und wurde schließlich in ganz Lateinamerika bekannt. Seitdem hat er in vielen Shows in Südamerika Auftritte gehabt.

### Durchbruch
Anfang 2016 wurde Ozuna bekannt für seinen Auftritt in dem Song La Ocasión – eine Single, die in Zusammenarbeit mit DJ Luian, Mambo Kingz, De La Ghetto, Arcángel und Anuel AA entstand. Die Single erreichte Platz 22 der Billboard Hot Latin Songs Charts. Im März veröffentlichte Ozuna einen Remix seines Songs No Quiere Enamorarse mit Daddy Yankee. Im September veröffentlichte er seine zu jener Zeit bekannteste Single Dile Que Tu Me Quieres, die Ende des Jahres auf Platz 13 der Billboard Latin Charts kam.
Im Juni 2017 unterzeichnete der Präsident von VP Entertainment, Vicente Saavedra, eine Vereinbarung mit Sony Music Latin, die den Vertrieb von Songs von Saavedras-Agenturen ermöglichte. Am 11. August 2017 erschien Ozunas erstes Studioalbum Odisea. Die Tour zu dem Album begann am 26. Mai 2017 in Atlanta und umfasste mehr als 25 Städte, darunter Chicago, Miami und Los Angeles. Anschließend bereiste Ozuna auf einer Odisea World Tour auch diverse Städte Europas und Lateinamerikas. Das Album Odisea hielt sich 46 Wochen auf Platz 1 der Billboard-Top-Latin-Albumcharts (Männer).
Die Single Te Vas wurde auf YouTube mehr als 670 Millionen Mal aufgerufen und war dort der meistgespielte Song von Ozuna (abgesehen von Kollaborationen). Im Jahr 2017 veröffentlichte Ozuna viele Singles, die es in die Charts schafften und mehrere hundert Millionen Aufrufe auf YouTube generierten. Sein großer Erfolg brachte ihm auch zahlreiche Zusammenarbeiten mit bekannten lateinamerikanischen Künstlern ein, darunter Daddy Yankee, Bad Bunny, Chris Jeday, Arcángel, Cardi B und J Balvin.
Im Dezember 2017 veröffentlichte Ozuna die Single La Modelo mit Cardi B und schaffte es damit auf Platz 3 der Hot Latin Songs Charts.
Sein zweites Studioalbum Aura, das am 24. August 2018 veröffentlicht wurde, stieg auf Platz 7 der US Billboard 200 ein. Um das Album zu promoten, startete Ozuna seine Aura Tour, die am 26. Juli 2018 in Madrid begann.
Ozunas YouTube-Kanal wurde bis 2018 über 24 Millionen Mal abonniert. Im Februar 2019 erreichten sieben Musikvideos von Ozuna auf YouTube mehr als eine Milliarde Aufrufe.

### Privatleben und Engagement
Ozuna ist mit Taína Meléndez verheiratet, mit der er zwei Kinder hat. Sie haben zwei Kinder, namens Sofía (geboren 2014) und Juan Andrés (geboren 2016). Im Jahr 2017 gründete er die Wohltätigkeitsorganisation Odisea Children. Er hat eine enge Freundschaft mit dem umstrittenen Rapper Anuel AA.

## Stil
Ozuna ist Teil einer modernen Welle von Sängern, die aus Puerto Rico und der Dominikanischen Republik kommen. Während viele seiner Songs explizite sexuelle Texte enthalten, vermeidet er Texte, die Frauen explizit objektivieren oder in sonstiger respektloser Weise thematisieren. Wie in einem Artikel der New York Times beschrieben wird, schafft es Ozuna in seiner Musik, diverse Genres zusammenzubringen und somit die gegenwärtige Vielfalt des Latin Pop zu repräsentieren. Er verfügt über eine vielseitige Stimme, die sich nach Meinung der Presse mal balladesk singend, mal rappend entfaltet.

## Diskografie
Studioalben

| Jahr | Titel Musiklabel           | Höchstplatzierung, Gesamtwochen, AuszeichnungChartplatzierungen (Jahr, Titel, Musiklabel, Platzierungen, Wochen, Auszeichnungen, Anmerkungen) | Höchstplatzierung, Gesamtwochen, AuszeichnungChartplatzierungen (Jahr, Titel, Musiklabel, Platzierungen, Wochen, Auszeichnungen, Anmerkungen) | Höchstplatzierung, Gesamtwochen, AuszeichnungChartplatzierungen (Jahr, Titel, Musiklabel, Platzierungen, Wochen, Auszeichnungen, Anmerkungen) | Höchstplatzierung, Gesamtwochen, AuszeichnungChartplatzierungen (Jahr, Titel, Musiklabel, Platzierungen, Wochen, Auszeichnungen, Anmerkungen) | Höchstplatzierung, Gesamtwochen, AuszeichnungChartplatzierungen (Jahr, Titel, Musiklabel, Platzierungen, Wochen, Auszeichnungen, Anmerkungen) | Höchstplatzierung, Gesamtwochen, AuszeichnungChartplatzierungen (Jahr, Titel, Musiklabel, Platzierungen, Wochen, Auszeichnungen, Anmerkungen) | Höchstplatzierung, Gesamtwochen, AuszeichnungChartplatzierungen (Jahr, Titel, Musiklabel, Platzierungen, Wochen, Auszeichnungen, Anmerkungen) | Anmerkungen                                                 |
| Jahr | Titel Musiklabel           | DE | AT | CH | UK | US | Latin | ES | Anmerkungen                                                 |
| ---- | -------------------------- | --- | --- | --- | --- | --- | --- | --- | ----------------------------------------------------------- |
| 2017 | Odisea Aura Music (Sony)   | — | — | — | — | US22 (82 Wo.)US | Latin1 ×2×8Doppeldiamant + Achtfachplatin · (… Wo.)Latin                                                                                      | ES38 Gold · (22 Wo.)ES | Erstveröffentlichung: 25. August 2017 Verkäufe: + 1.750.000 |
| 2018 | Aura Aura Music (Sony)     | — | — | CH10 (6 Wo.)CH | — | US7 (41 Wo.)US | Latin1 ×2×3Doppeldiamant + Dreifachplatin · (135 Wo.)Latin                                                                                    | ES40 Gold · (55 Wo.)ES | Erstveröffentlichung: 24. August 2018 Verkäufe: + 1.450.000 |
| 2019 | Nibiru Aura Music (Sony)   | — | — | CH50 (1 Wo.)CH | — | US41 (8 Wo.)US | Latin1 ×5Fünffachplatin · (48 Wo.)Latin | ES17 (23 Wo.)ES | Erstveröffentlichung: 29. November 2019 Verkäufe: + 330.000 |
| 2020 | Enoc Aura Music (Sony)     | — | — | CH23 (3 Wo.)CH | — | US17 (12 Wo.)US | Latin1 ×7Siebenfachplatin · (103 Wo.)Latin | ES1 Platin · (150 Wo.)ES | Erstveröffentlichung: 4. September 2020 Verkäufe: + 575.000 |
| 2022 | OzuTochi Aura Music (Sony) | — | — | — | — | US161 (1 Wo.)US | Latin5 (42 Wo.)Latin | ES7 (22 Wo.)ES | Erstveröffentlichung: 7. Oktober 2022 Verkäufe: + 70.000    |
| 2023 | Cosmo Aura Music (Sony)    | — | — | — | — | US116 (1 Wo.)US | Latin9 (4 Wo.)Latin | ES7 (6 Wo.)ES | Erstveröffentlichung: 17. November 2023                     |

## Auszeichnungen und Nominierungen
| Jahr | Auszeichnung                 | Kategorie                                 | Für              | Result     |
| ---- | ---------------------------- | ----------------------------------------- | ---------------- | ---------- |
| 2017 | Premios Juventud             | Best Breakthrough Artist                  | ihn als Künstler | Gewonnen   |
| 2018 | iHeartRadio Music Awards     | Best New Latin Artist                     | ihn als Künstler | Gewonnen   |
| 2018 | iHeartRadio Music Awards     | Best New Artist                           | ihn als Künstler | Nominiert  |
| 2018 | Billboard Latin Music Awards | Artist of the Year                        | ihn als Künstler | Gewonnen   |
| 2018 | Billboard Latin Music Awards | Hot Latin Song of the Year                | Escápate Conmigo | Nominiert  |
| 2018 | Billboard Latin Music Awards | Hot Latin Song of the Year, Vocal Event   | Escápate Conmigo | Nominiert  |
| 2018 | Billboard Latin Music Awards | Hot Latin Songs Artist of the Year, Male  | ihn als Künstler | Nominiert  |
| 2018 | Billboard Latin Music Awards | Airplay Song of the Year                  | Escápate Conmigo | Nominiert  |
| 2018 | Billboard Latin Music Awards | Top Latin Album of the Year               | Odisea           | Nominiert  |
| 2018 | Billboard Latin Music Awards | Top Latin Albums Artist of the Year, Male | ihn als Künstler | Nominiert  |
| 2018 | Billboard Latin Music Awards | Latin Rhythm Artist of the Year, Solo     | ihn als Künstler | Nominiert  |
| 2018 | Billboard Latin Music Awards | Latin Rhythm Song of the Year             | Escápate Conmigo | Nominiert  |
| 2018 | Billboard Latin Music Awards | Latin Rhythm Album of the Year            | Odisea           | Nominiert  |
| 2018 | Billboard Music Awards       | Top Latin Artist                          | ihn als Künstler | Gewonnen   |
| 2018 | Billboard Music Awards       | Top Latin Album                           | Odisea           | Gewonnen   |
| 2018 | Billboard Music Awards       | Top Latin Song                            | Escápate Conmigo | Nominiert  |
| 2018 | American Music Awards        | Favorite Artist – Latin                   | ihn als Künstler | Ausstehend |
| 2018 | Latin American Music Awards  | Artist of the Year                        | ihn als Künstler | Ausstehend |
| 2018 | Latin American Music Awards  | Song of the Year                          | Escápate Conmigo | Ausstehend |
| 2018 | Latin American Music Awards  | Album of the Year                         | Odisea           | Ausstehend |
| 2018 | Latin American Music Awards  | Favorite Artist - Male                    | ihn als Künstler | Ausstehend |
| 2018 | Latin American Music Awards  | Favorite Song - Pop                       | Me Niego         | Ausstehend |
| 2018 | Latin American Music Awards  | Favorite Artist - Urban                   | ihn als Künstler | Ausstehend |
| 2018 | Latin American Music Awards  | Favorite Song - Urban                     | Escápate Conmigo | Ausstehend |
| 2018 | Latin American Music Awards  | Favorite Album - Urban                    | Odisea           | Ausstehend |
| 2018 | Latin American Music Awards  | Favorite Song - Tropical                  | Sobredosis       | Ausstehend |
| 2018 | Latin Grammy Awards          | Best Urban Music Album                    | Odisea           | Ausstehend |

## Rekorde
Ozuna steht seit 2018 als der meistgesehene Künstler auf YouTube im Guinness-Buch der Rekorde und ist auch in der Ausgabe 2021 wieder verzeichnet. Er hält die Rekorde für den männlichen Musiker mit den meisten Wochen auf Platz 1 in den Billboard-Top-Latin-Albumcharts (seit 2020 zusammen mit seinem Landsmann Bad Bunny) sowie für den Musiker, der die meisten Videos auf YouTube mit über einer Milliarde Aufrufen veröffentlicht hat. 2020 war er auch als der Musiker mit den meisten Nominierungen und Auszeichnungen für den Billboard Latin Music Award für einen einzelnen Künstler im Guinness-Buch genannt.